# Bathyberthella tomasi
Bathyberthella tomasi is een slakkensoort uit de familie van de Pleurobranchidae. De wetenschappelijke naam van de soort is voor het eerst geldig gepubliceerd in 1996 door García, Troncoso, Cervera & García-Gómez.